# Chánh sứ
Chánh sứ (正使) là chức danh của người được nhà vua lựa chọn, chỉ định dẫn đầu đoàn sứ bộ của một quốc gia dưới thời phong kiến, có quyền thay mặt vua tiến hành các hoạt động bang giao với các nước khác trong thời gian đi sứ.

## Chánh sứ của Việt Nam sang Trung Quốc thời Nguyễn
| Năm              | Sứ bộ                                                                   | Mục đích đi sứ | Hiệu đề trên đồ sứ tương ứng năm đi sứ | Ghi chú |
| ---------------- | ----------------------------------------------------------------------- | --- | --- | --- |
| Nhâm tuất (1802) | Chánh sứ (CS):Trịnh Hoài Đức Phó sứ (PS): Ngô Nhân Tĩnh, Huỳnh Ngọc Uẩn | Mang ấn vàng và sắc phong mà nhà Thanh phong cho triều Tây Sơn sang trả; báo tin Nguyễn Ánh chiến thắng Tây Sơn, lập triều đại mới và giao nộp cho nhà Thanh 3 tên cướp biển người Tàu là Mạc Quan Phù, Lương Văn Canh và Lương Văn Tài.                | Chưa tìm thấy hiện vật | Năm này có hai sứ bộ sang Trung Hoa                                                                                            |
| Nhâm tuất (1802) | CS: Lê Quang Định PS: Lê Chính Lộ, Nguyễn Gia Cát                       | Xin phong vương cho vua Gia Long và xin đổi tên nước ta thành Nam Việt. Vua Gia Khánh nhà Thanh chuẩn cho tên nước ta là Việt Nam. | Chưa tìm thấy hiện vật | Sứ bộ này về nước vào tháng chạp năm Gia Long thứ 2 (tháng 1/1804)                                                             |
| Giáp tí (1804)   | CS: Lê Bá Phẩm PS: Trần Minh Nghĩa, Nguyễn Đăng Đệ                      | Đi tạ ân việc nhà Thanh cử Tề Bố Sâm sang phong vương cho vua Gia Long trước đó. (Tề Bố Sâm sang đến Thăng Long vào khoảng cuối tháng 2, đầu tháng 3/1804). Sứ bộ này cũng mang lễ vật đi cống Thanh triều, thay cho đợt tuế cống năm 1803 và năm 1805. | – Giáp tí niên chế (có hình vuông kép bao quanh) – Giáp tí (có hình vuông kép bao quanh) – Giáp tí (có vòng tròn kép bao quanh) – Giáp tí niên chế – Giáp tí | |
| Đinh mão (1807)  | CS: Vũ Trinh PS: Ngô Nhân Tĩnh                                          | Đi tuế cống | – Mậu thìn niên chế | Sứ bộ này về nước năm Mậu thìn (1808)                                                                                          |
| Kỷ tị (1809)     | CS:Nguyễn Hữu Thận PS: Ngô (Thì) Vị, Lê Đắc Tần                         | Đi tuế cống theo lệ | – Kỷ tị niên chế – Canh ngọ niên chế | Năm này có hai sứ bộ sang Trung Hoa Sứ bộ Nguyễn Hữu Thận về nước năm Canh ngọ (1810)                                          |
| Kỷ tị (1809)     | CS: Vũ Trinh PS: Nguyễn Đình Chất, Nguyễn Văn Thịnh                     | Đi mừng lễ Ngũ tuần Đại khánh của vua Gia Khánh | – Kỷ tị niên chế – Canh ngọ niên chế | Năm này có hai sứ bộ sang Trung Hoa Sứ bộ Nguyễn Hữu Thận về nước năm Canh ngọ (1810)                                          |
| Quý dậu (1813)   | CS: Nguyễn Du PS: Trần Văn Đại, Nguyễn Văn Phong                        | Đi tuế cống theo lệ | Chưa tìm thấy hiện vật | |
| Đinh sửu (1817)  | CS: Hồ Công Thuận PS: Nguyễn Huy Trinh, Phan Huy Thực                   | Đi tuế cống theo lệ | Chưa tìm thấy hiện vật | |
| Kỷ mão 1819      | CS: Nguyễn Xuân Tình PS: Đinh Phiên, Nguyễn Hựu Bổng                    | Đi mừng lễ Lục tuần Đại khánh của vua Gia Khánh | – Kỷ mão niên chế – Kỷ mão ngự chế – Kỷ mão | |
| Canh thìn 1820   | CS: Ngô (Thì) Vị, PS: Trần Bá Kiên, Hoàng Văn Thịnh                     | Đi báo tang vua Gia Long và xin phong vương cho vua Minh Mạng | – Canh thìn niên chế – Canh thìn | Sứ bộ này do Nguyễn Du làm CS nhưng chưa lên đường thì Nguyễn Du mất, Ngô (Thì) Vị được cử thay thế                            |
| Quý mùi (1823)   | CS: Nhữ Bá Sĩ                                                           | Chỉ đi đến Quảng Đông, chưa rõ mục đích | – Giáp thân niên chế | Sứ bộ này về nước năm Giáp thân (1824)                                                                                         |
| Ất dậu (1825)    | CS: Hoàng Kim Hoán PS: Phan Huy Chú, Trần Chấn                          | Đi tạ ân việc Thanh triều cử Tổng đốc Quảng Tây là Phan Cung Thân sang phong vương cho vua Minh Mạng năm 1821. | – Ất dậu – Ất dậu niên tạo – Ất dậu niên chế – Bính tuất – Bính tuất niên chế                                                                                | Năm này có 2 sứ bộ đi sứ. Cả hai sứ bộ này đều lên đường vào tháng 10 năm Giáp thân (1824) và về nước vào năm Bính tuất (1826) |
| Ất dậu (1825)    | CS: Hoàng Văn Quyền PS: Nguyễn Trọng Vũ, Nguyễn Hựu Nhân                | Đi tuế cống theo lệ | – Ất dậu – Ất dậu niên tạo – Ất dậu niên chế – Bính tuất – Bính tuất niên chế                                                                                | Năm này có 2 sứ bộ đi sứ. Cả hai sứ bộ này đều lên đường vào tháng 10 năm Giáp thân (1824) và về nước vào năm Bính tuất (1826) |
| Đinh hợi (1827)  | CS: Phan Thế Trung                                                      | Chưa rõ mục đích | – Đinh hợi niên chế – Mậu tí niên chế | Sứ bộ này về nước năm Mậu tí (1828)                                                                                            |
| Kỷ sửu (1829)    | CS: Nguyễn Trọng Vũ PS: Nguyễn Đình Tân, Đặng Văn Khải                  | Đi tuế cống theo lệ | – Canh dần niên chế – Canh dần | Sứ bộ này về nước năm Canh dần (1830)                                                                                          |
| Tân mão (1831)   | CS: Hoàng Văn Đản                                                       | Đi mừng lễ Ngũ tuần đại khánh vua Đạo Quang | Chưa tìm thấy hiện vật | Năm này có hai sứ bộ sang Trung Hoa. Sứ bộ Hoàng Văn Đản về nước năm Nhâm thìn (1832)                                          |
| Tân mão (1831)   | PS: Trương Hảo Hợp, Phan Huy Chú CS: Lý Văn Phức                        | Sang Phúc Kiến giao trả một nhóm quan quân nhà Thanh bị đánh giạt vào Việt Nam năm 1831 | Chưa tìm thấy hiện vật | Năm này có hai sứ bộ sang Trung Hoa. Sứ bộ Hoàng Văn Đản về nước năm Nhâm thìn (1832)                                          |
| Quý tị (1833)    | CS: Trần Văn Trung PS: Phan Thanh Giản, Nguyễn Huy Chiểu                | Đi tuế cống theo lệ | Chưa tìm thấy hiện vật | Năm này có hai sứ bộ sang Trung Hoa. Sứ bộ Trần Văn Trung về nước năm Giáp ngọ (1834)                                          |
| Quý tị (1833)    | CS: Lý Văn Phức                                                         | Sang Quảng Đông | Chưa tìm thấy hiện vật | Năm này có hai sứ bộ sang Trung Hoa. Sứ bộ Trần Văn Trung về nước năm Giáp ngọ (1834)                                          |
| Ất mùi (1835)    | CS: Lý Văn Phức PS: Trần Tú Dĩnh, Đỗ Tuấn Đại                           | Chưa rõ mục đích | – Bính thân | Sứ bộ này về nước năm Bính thân (1836)                                                                                         |
| Đinh dậu (1837)  | CS: Phạm Thế Trung PS: Nguyễn Đức Hoạt, Nguyễn Văn Nhượng               | Đi tuế cống theo lệ | Chưa tìm thấy hiện vật | |
| Tân sửu (1841)   | CS: Lý Văn Phức PS: Nguyễn Đức Hoạt, Bùi Phụ Phong                      | Đi báo tang vua Minh Mạng và xin phong cho vua Thiệu Trị | – Tân sửu – Tân sửu niên chế | Năm này có 2 sứ bộ sang Trung Hoa                                                                                              |
| Tân sửu (1841)   | CS: Hoàng Tế Mỹ PS: Nguyễn Đình Tân                                     | Chưa rõ mục đích | – Tân sửu – Tân sửu niên chế | Năm này có 2 sứ bộ sang Trung Hoa                                                                                              |
| Ất tị (1845)     | CS: Trương Hảo Hợp PS: Phạm Chi Hương, Vương Hữu Quang                  | Đi tạ ơn việc sứ Thanh là Bảo Thang sang tuyên phong cho vua Thiệu Trị vào năm 1842. | – Ất tị – Ất tị niên chế | |
| Bính ngọ (1846)  | CS: Ngô Kim Thanh (phái đoàn này gồm 6 người)                           | Đi Quảng Đông mua hàng hóa | – Đinh mùi | |
| Mậu thân (1848)  | CS: Bùi (Ngọc) Quỹ PS: Vương Hữu Quang, Nguyễn Thu                      | Đi báo tang vua Thiệu Trị và xin phong cho vua Tự Đức | Năm này không ký kiểu đồ sứ | |
| Kỷ dậu (1849)    | CS: Phan Tỉnh PS: Mai Đức Thường, Nguyễn Văn Siêu                       | Đi tuế cống theo lệ | Chưa tìm thấy hiện vật | |
| Tân hợi (1851)   | CS: Trương Đăng Quế                                                     | Đi chúc mừng vua Thanh là Hàm Phong mới lên ngôi | – Nhâm tí mạnh đông | Sứ bộ này về nước năm Nhâm tý (1852)                                                                                           |
| Quý sửu (1853)   | CS: Phan Huy Vịnh PS: Vũ Văn Tuấn, Phạm Chi Hương                       | Đi tuế cống theo lệ | Chưa tìm thấy hiện vật | Sứ bộ này về nước năm Ất mão (1855)                                                                                            |
| Đinh tị (1857)   | CS: Nhữ Bá Sĩ                                                           | Đi tuế cống theo lệ | – Đinh tị niên chế – Đinh tị | |
| Tân dậu (1861)   | CS: Hoàng Thiện Trường PS: Văn Đức Khuê, Nguyễn Huy Kỷ                  | Đi tuế cống theo lệ | Chưa tìm thấy hiện vật | |
| Ất sửu (1865)    | Đặng Huy Trứ                                                            | Đi Quảng Đông, Áo Môn và Hương Cảng để thăm dò tình hình các nước Âu Mỹ (thám phỏng Dương tình) | Chưa tìm thấy hiện vật | |
| Đinh mão (1867)  | Đặng Huy Trứ                                                            | Đi Quảng Đông thăm dò tình hình các nước Âu Mỹ và mua sắm vật dụng, vũ khí cho triều đình. | Các đồ sứ có hiệu đề giống nhau ở 12 chữ đầu tiên:Tự Đức mậu thìn trung thu Đặng quý từ đường tế khí + 2 (hoặc 4 chữ) thể hiện chủ đề trang trí.             | Do bị ốm nặng, phải ở lại Trung Hoa để dưỡng bệnh nên đến năm 1868, Đặng Huy Trứ mới về nước.                                  |
| Mậu thìn (1868)  | CS: Nguyễn Thuật PS: Lê Tuấn, Hoàng Tịnh, Nguyễn Tư Giản                | Đi tuế cống theo lệ, đồng thời yêu cầu nhà Thanh gửi quân sang vùng rừng núi Bắc Việt Nam để tiêu diệt các nhóm tàn quân Thái bình thiên quốc. | – Mậu thìn niên chế | Sứ bộ này về nước vào năm 1869                                                                                                 |
| Canh ngọ (1870)  | CS: Trần Bích San PS: Phạm Hy Lượng                                     | Đi điều tra tình hình chính trị của Trung Hoa và đối sách của họ trước sự xâm lược của phương Tây. | – Tự Đức tân mùi – Tân mùi niên chế | Sứ bộ này về nước vào năm Tân Mùi (1871)                                                                                       |
| Quý dậu (1873)   | CS: Phan Sĩ Thục PS: Hà Văn Quan                                        | Đi tuế cống theo lệ | Chưa tìm thấy hiện vật | |
| Bính tí (1876)   | CS: Bùi Văn Dị PS: Lâm Hoàng                                            | Đi chúc mừng vua mới lên ngôi của nhà Thanh là Quang Tự, kết hợp đi cống theo lệ. | – Bính tí ngự chế | Sứ bộ này về nước vào năm Đinh sửu (1877)                                                                                      |
| Canh thìn (1880) | CS: Nguyễn Thuật PS: Trần Khánh Tiến                                    | Đi tuế cống theo lệ | | |
| Nhâm ngọ (1882)  | CS: Phạm Thận Duật PS: Nguyễn Thuật, Phạm Văn Trữ                       | Đầu tiên chỉ đi tới Thiên Tân cầu viện sự trợ giúp của Thanh triều để chống lại Pháp sau khi H. Rivière đưa quân chiếm thành Hà Nội. Sau đó đi tới Yên Kinh.                                                                                            | | Sứ bộ này về nước vào tháng 2 năm Giáp thân (1884)                                                                             |
| Tân Dậu (1921)   | Không rõ tên các thành viên trong sứ bộ                                 | Đi mua đồ sứ ở Quảng Đông chuẩn bị cho lễ Tứ tuần Đại Khánh của vua Khải Định. | – Khải Định niên tạo – Khải Định niên chế – Khải Định Tân dậu niên tạo                                                                                       | |
| Giáp tí (1924)   | Không rõ tên các thành viên trong sứ bộ                                 | Đi mua đồ sứ ở Quảng Đông chuẩn bị cho lễ Tứ tuần Đại Khánh của vua Khải Định. | – Khải Định Giáp tí niên tạo | |
| Ất sửu (1925)    | Không rõ tên các thành viên trong sứ bộ                                 | Đi mua đồ sứ ở Quảng Đông. | – Khải Định Ất sửu | |